# Lijst van voetbalinterlands Guinee - Marokko
Deze lijst van voetbalinterlands is een overzicht van alle officiële voetbalwedstrijden tussen de nationale teams van Guinee en Marokko. De Afrikaanse landen hebben tot op heden zestien keer tegen elkaar gespeeld. De eerste ontmoeting, een kwalificatiewedstrijd voor het Wereldkampioenschap voetbal 1974, vond plaats op 11 februari 1973 in Conakry. Het laatste duel, een kwalificatiewedstrijd voor het Wereldkampioenschap voetbal 2022, werd gespeeld in Casablanca op 16 november 2021.

## Wedstrijden
| №  | Plaats      | Datum            | Competitie                           | Wedstrijd        | Uitslag |
| -- | ----------- | ---------------- | ------------------------------------ | ---------------- | ------- |
| 1  | Conakry     | 11 februari 1973 | WK 1974 kwalificatie                 | Guinee − Marokko | 1 − 1   |
| 2  | Tétouan     | 25 februari 1973 | WK 1974 kwalificatie                 | Marokko − Guinee | 2 − 0   |
| 3  | Addis Abeba | 14 maart 1976    | Afrika Cup 1976                      | Marokko − Guinee | 1 − 1   |
| 4  | Ibadan      | 9 maart 1980     | Afrika Cup 1980                      | Guinee − Marokko | 1 − 1   |
| 5  | Rabat       | 22 december 1988 | Vriendschappelijk                    | Marokko − Guinee | 1 − 0   |
| 6  | Conakry     | 24 januari 1999  | Afrika Cup 2000 kwalificatie         | Guinee − Marokko | 1 − 1   |
| 7  | Rabat       | 6 juni 1999      | Afrika Cup kwalificatie              | Marokko − Guinee | 1 − 0   |
| 8  | Rabat       | 13 januari 2002  | Vriendschappelijk                    | Marokko − Guinee | 2 − 1   |
| 9  | Conakry     | 10 oktober 2004  | WK 2006 kwalificatie                 | Guinee − Marokko | 1 − 1   |
| 10 | Rabat       | 26 maart 2005    | WK 2006 kwalificatie                 | Marokko − Guinee | 1 − 0   |
| 11 | Accra       | 24 januari 2008  | Afrika Cup 2008                      | Guinee − Marokko | 3 − 2   |
| 12 | Rabat       | 15 augustus 2012 | Vriendschappelijk                    | Marokko − Guinee | 1 − 2   |
| 13 | Agadir      | 12 oktober 2015  | Vriendschappelijk                    | Marokko − Guinee | 1 − 1   |
| 14 | Casablanca  | 17 januari 2018  | African Championship of Nations 2018 | Marokko − Guinee | 3 − 1   |
| 15 | Agadir      | 12 oktober 2021  | WK 2022 kwalificatie                 | Guinee − Marokko | 1 − 4   |
| 16 | Casablanca  | 16 november 2021 | WK 2022 kwalificatie                 | Marokko − Guinee | 3 − 0   |

## Samenvatting
| Competitie                      | Totaal gespeeld | Winst Guinee | Gelijk | Winst Marokko | Doelsaldo Guinee – Marokko |
| ------------------------------- | --------------- | ------------ | ------ | ------------- | -------------------------- |
| WK-kwalificatie                 | 6               | 0            | 2      | 4             | 3 − 12                     |
| Afrika Cup                      | 3               | 1            | 2      | 0             | 5 − 4                      |
| Afrika Cup-kwalificatie         | 2               | 0            | 1      | 1             | 1 − 2                      |
| African Championship of Nations | 1               | 0            | 0      | 1             | 1 − 3                      |
| Vriendschappelijk               | 4               | 1            | 1      | 2             | 4 − 5                      |
| Totaal                          | 16              | 2            | 6      | 8             | 14 − 26                    |

## Details

### Derde ontmoeting
| Finalegroep Afrika Cup 1976 (Addis Ababa, Addis Abeba Stadion, 14 maart 1976):                                                                               |              | |
| Guinee | 1 – 1        | Marokko |
| Souleymane 33' | goals        | Baba 86' |
| | bondscoach   | Virgil Mardarescu |
| Sylla Abdoulaye Djibril Diarra Ali Badara Bangoura Souleymane Chérif Sylla Ismael Youssuf Jansky Camara Naby Laye Morciré Sylla Sylla Bengaly 69' Petit Sory | opstellingen | Mohamed Hazzaz Glaoua Mehdi Belmejdoub 74' Chérif El Fetoui Ahmed Baba Megrouh Larbi Ihardane Abdelali Zahraoui Abdallah Semmate Ahmed Faras Abdellah Tazi Ahmed Abouali 75' |
| Mory Koné 69' | wissels      | Abdelmajid Dolmy 74' Redouane Guezzar 75' |

FGF · A-internationals · Guinees vrouwenelftal
1960-1969 ·
1970-1979 ·
1980-1989 ·
1990-1999 ·
2000-2009 ·
2010-2019 ·
2020-2029
AC 1970 ·
AC 1974 ·
AC 1976 ·
AC 1980 ·
AC 1994 ·
AC 1998 ·
AC 2004 ·
AC 2006 ·
AC 2008 ·
AC 2012
1962 ·
1963 ·
1964 ·
1965 ·
1966 ·
1967 ·
1968 ·
1969 ·
1970 ·
1971 ·
1972 ·
1973 ·
1974 ·
1975 ·
1976 ·
1977 ·
1978 ·
1979 ·
1980 ·
1981 ·
1982 ·
1983 ·
1984 ·
1985 ·
1986 ·
1987 ·
1988 ·
1989 ·
1990 ·
1991 ·
1992 ·
1993 ·
1994 ·
1995 ·
1996 ·
1997 ·
1998 ·
1999 ·
2000 ·
2001 ·
2002 ·
2003 ·
2004 ·
2005 ·
2006 ·
2007 ·
2008 ·
2009 ·
2010 ·
2011 ·
2012 ·
2013 ·
2014 ·
2015 ·
2016 ·
2017 ·
2018 ·
2019 ·
2020 ·
2021 ·
2022 ·
2023 ·
2024
Algerije ·
Angola ·
Benin ·
Bermuda ·
Botswana ·
Brazilië ·
Burkina Faso ·
Burundi ·
Cambodja ·
Centraal-Afrikaanse Republiek ·
Chili ·
China ·
Comoren ·
Congo-Brazzaville ·
Congo-Kinshasa ·
DDR ·
Egypte ·
Equatoriaal-Guinea ·
Ethiopië ·
Gabon ·
Gambia ·
Ghana ·
Guinee-Bissau ·
Indonesië ·
Irak ·
Iran ·
Ivoorkust ·
Kaapverdië ·
Kameroen ·
Kenia ·
Kosovo ·
Lesotho ·
Liberia ·
Libië ·
Madagaskar ·
Malawi ·
Mali ·
Marokko ·
Mauritanië ·
Mauritius ·
Mozambique ·
Namibië ·
Niger ·
Nigeria ·
Noord-Korea ·
Oeganda ·
Rwanda ·
Senegal ·
Sierra Leone ·
Soedan ·
Somalië ·
Swaziland ·
Tanzania ·
Togo ·
Tsjaad ·
Tunesië ·
Turkije ·
Vanuatu ·
Venezuela ·
Vietnam ·
Zaïre ·
Zambia ·
Zimbabwe ·
Zuid-Afrika ·
Zuid-Jemen
FRMF · A-internationals · Bondscoaches · Marokkaans vrouwenelftal · Olympisch elftal · Lokaal · Marokko U23 · Marokko U21 · Marokko U20 · Marokko U19 · Marokko U18 · Marokko U17
1950 – 1959 ·
1960 – 1969 ·
1970 – 1979 ·
1980 – 1989 ·
1990 – 1999 ·
2000 – 2009 ·
2010 – 2019 ·
2020 − 2029
WK 1970 ·
WK 1986 ·
WK 1994 ·
WK 1998 ·
WK 2018 ·
WK 2022
OS 1964 ·
OS 1972 ·
OS 1984 ·
OS 1992 ·
OS 2000 ·
OS 2004 ·
OS 2012
1944 · 
1957 · 
1958 · 
1959 · 
1960 · 
1961 · 
1962 · 
1963 · 
1964 · 
1965 · 
1966 · 
1967 · 
1968 · 
1969 · 
1970 · 
1971 · 
1972 · 
1973 · 
1974 · 
1975 · 
1976 · 
1977 · 
1978 · 
1979 · 
1980 · 
1981 · 
1982 · 
1983 · 
1984 · 
1985 · 
1986 · 
1987 · 
1988 · 
1989 · 
1990 · 
1991 · 
1992 · 
1993 · 
1994 · 
1995 · 
1996 · 
1997 · 
1998 · 
1999 · 
2000 · 
2001 · 
2002 · 
2003 · 
2004 · 
2005 · 
2006 · 
2007 · 
2008 · 
2009 · 
2010 · 
2011 · 
2012 · 
2013 · 
2014 ·
2015 ·
2016 ·
2017 ·
2018 ·
2019 ·
2020 ·
2021 ·
2022 ·
2023 ·
2024
Albanië ·
Algerije ·
Angola ·
Argentinië ·
Armenië ·
Australië ·
Bahrein ·
België ·
Benin ·
Botswana ·
Brazilië ·
Bulgarije ·
Burkina Faso ·
Burundi ·
Canada ·
Centraal-Afrikaanse Republiek ·
Chili ·
China ·
Colombia ·
Comoren ·
Congo-Brazzaville ·
Congo-Kinshasa ·
Costa Rica ·
DDR ·
Denemarken ·
Duitsland ·
Egypte ·
Engeland ·
Equatoriaal-Guinea ·
Estland ·
Ethiopië ·
Finland ·
Frankrijk ·
Gabon ·
Gambia ·
Georgië ·
Ghana ·
Griekenland ·
Guinee ·
Guinee-Bissau ·
Hongkong ·
Ierland ·
India ·
Indonesië ·
Irak ·
Iran ·
Italië ·
Ivoorkust ·
Jamaica ·
Jemen ·
Joegoslavië ·
Jordanië ·
Kaapverdië ·
Kameroen ·
Kenia ·
Koeweit ·
Kroatië ·
Lesotho ·
Libanon ·
Liberia ·
Libië ·
Luxemburg ·
Malawi ·
Maleisië ·
Mali ·
Mauritanië ·
Mexico ·
Mozambique ·
Myanmar ·
Namibië ·
Nederland ·
Nieuw-Zeeland ·
Niger ·
Nigeria ·
Noord-Ierland ·
Noorwegen ·
Oeganda ·
Oekraïne ·
Oezbekistan ·
Oman ·
Palestina ·
Paraguay ·
Peru ·
Polen ·
Portugal ·
Qatar ·
Roemenië ·
Rusland ·
Rwanda ·
Saoedi-Arabië ·
Sao Tomé en Principe ·
Schotland ·
Senegal ·
Servië ·
Sierra Leone ·
Slowakije ·
Soedan ·
Somalië ·
Sovjet-Unie ·
Spanje ·
Syrië ·
Tanzania ·
Thailand ·
Togo ·
Trinidad en Tobago ·
Tsjechië ·
Tunesië ·
Uruguay ·
Verenigde Arabische Emiraten ·
Verenigde Staten ·
Zambia ·
Zimbabwe ·
Zuid-Afrika ·
Zuid-Jemen ·
Zuid-Korea ·
Zwitserland
België (2022) · 
Frankrijk (2022) ·
Iran (2018) · 
Kroatië (2022, 1) ·
Kroatië (2022, 2) ·
Portugal (2018) · 
Portugal (2022) ·
Spanje (2018) ·
Spanje (2022)